# Liegelbach
Der Liegelbach ist ein über ein Kilometer langer Bach auf dem Gebiet der Gemeinde Bühlerzell im Landkreis Schwäbisch Hall im nordöstlichen Baden-Württemberg, der nach seinem Ostlauf von links in einen Sägewerkskanal neben der Bühler mündet.

## Geographie

### Verlauf
Der Liegelbach entspringt auf etwa 440 m ü. NHN gut einen halben Kilometer westlich der Ortsgrenze von Bühlerzell im Gewann Liegel einer kleinen Quellmulde in einer Weide neben der Talsteige Imberger Weg vom Weiler Imberg nach Bühlerzell hinunter. In mehr oder weniger Abstand folgt ihm die Straße in der sich stark ausweitenden Wiesentalmulde unterhalb der Geländestufe um Imberg abwärts nach Osten und er tangiert dabei auf einem Abschnitt den Wald am linken Oberhang. Am Dorfrand von Bühlerzell verschwindet er in einer Verdolung und läuft dann meist unter Straßenzügen, fließt aber auf einem gut hundert Meter langen Stück entlang der Straße Streitbühl auch wieder offen neben Büschen an einer Grundstücksgrenze. Unweit der Einmündung des Mühlwegs in die über die Bühlerbrücke führende Geifertshofer Straße mündet er auf etwa 386 m ü. NHN in den anschließend verdolt laufenden Seitenkanal eines Sägwerkes links neben der Bühler, in welche dieser gut hundert Meter abwärts jenseits der Geifertshofer Straße in der am Ortsrand wieder einsetzenden Wiesenaue des Flusses zurückfließt.
Der 1,1 km lange Liegelbach mündet nach dieser mit einem mittleren Sohlgefälle von etwa 48 ‰ durchflossenen Strecke etwa 54 Höhenmeter unterhalb seiner Quelle.

### Einzugsgebiet
Das Einzugsgebiet des ostwärts zur Bühler an ihrem Übergang von Ober- zu Mittellauf entwässernden Liegelbachs liegt am Südostrand des Naturraums Limpurger Berge, eines Teilraums der Schwäbisch-Fränkischen Waldberge. Er entsteht unterhalb der auf einer Höhe bis 474,3 m ü. NHN liegenden Geländeplattform um Imberg, die vom Kieselsandstein (Hassberge-Formation) aufgebaut ist, in einem Hangstreifen in den Unteren Bunten Mergeln (Steigerwald-Formation). Talabwärts durchläuft er einen weiteren Hangstreifen von Schilfsandstein (Stuttgart-Formation) und fließt dann auf gut der Hälfte seines Laufes im Gipskeuper (Grabfeld-Formation), meist und zuerst in dessen Estherienschichten. Selbst bald in einem Auensedimentband laufend, mündet er in dem der Bühler.
Die Grenzen des etwa 0,5 km² großen Einzugsgebietes ziehen von dessen Westspitze auf der Denzelhalde bei Imberg, wo sein mit etwas über 471 m ü. NHN höchster Punkt liegt, lange auf zwei Hochflächenvorsprüngen zur Bühler hin, welche es zangenförmig einfassen. Hinter der linken und nördlichen Wasserscheide fließt der Schleifseebach etwas weiter abwärts, hinter der südlichen der kleinere Gunzenbach etwas weiter aufwärts ungefähr parallel zum Fluss hin.  
Auf der Hochfläche im Westen ist die Flur offen und wird beackert. In der anschließenden Talmulde unterhalb kleiner Streifen Waldes am Oberhang dominieren Wiesen und Weiden bis zum Ortsrand von Bühlerzell, das mit Siedlungsteilen meist aus der zweiten Hälfte des 20. Jahrhunderts einen großen Teil des unteren Tals einnimmt. Imberg liegt fast ganz jenseits der Wasserscheide, andere Siedlungsplätze gibt es nicht. Der Bach fließt von der Quelle an auf der Bühlerzeller Teilortsgemarkung der gleichnamigen Gemeinde, westlich darüber gehört das Gebiet zur Geifertshofener Teilortsgemarkung.

### LUBW
Amtliche Online-Gewässerkarte mit passendem Ausschnitt und den hier benutzten Layern: Lauf und Einzugsgebiet des Liegelbachs

Allgemeiner Einstieg ohne Voreinstellungen und Layer: Daten- und Kartendienst der Landesanstalt für Umwelt Baden-Württemberg (LUBW) (Hinweise)
1. 1 2 3  Höhe nach dem Höhenlinienbild auf dem Hintergrundlayer Topographische Karte.
2. ↑  Länge nach dem Layer Gewässernetz (AWGN).
3. ↑  Einzugsgebiet abgemessen auf dem Hintergrundlayer Topographische Karte.
4. ↑  Höhe nach schwarzer Beschriftung auf dem Hintergrundlayer Topographische Karte.

### Andere Belege
1. ↑  Wolf-Dieter Sick: Geographische Landesaufnahme: Die naturräumlichen Einheiten auf Blatt 162 Rothenburg o. d. Tauber. Bundesanstalt für Landeskunde, Bad Godesberg 1962. → Online-Karte (PDF; 4,7 MB)
2. ↑  Geologie nach den Layern zu Geologische Karte 1:50.000 auf: Mapserver des Landesamtes für Geologie, Rohstoffe und Bergbau (LGRB) (Hinweise). Ein ähnliches Bild bietet die unter → Literatur aufgeführte geologische Karte.